# Мајстори певачи из Нирнберга
Мајстори певачи из Нирнберга (преводи се и Нирнбершки мајстори певачи) је опера немачког композитора Рихарда Вагнера. То је једна од његових најпопуларнијих опера, будући да је његова једина комедија (не узимајући у обзир заборављену и неуспелу Забрану љубави). Премијерно је изведена на сцени минхенског Народног позоришта 21. јуна 1868. Дириговао је чувени диригент Ханс фон Билов.
Радња се одвија у граду Нирнбергу, половином 16. века, када је овај град био један од значајнијих центара европске ренесансе. У центру радње се налази гилда мајстора певача, занатлија-песника који су писали поезију по стриктним правилима (као настављачи традиције средњовековних минезенгера). У њихово друштво долази млади и талентовани јункер Валтер фон Штолцинг, који ствара дивну поезију, али превазилазећи мајстерзингерска правила, услед чега је одбачен (овај лик, у ствари, представља самог Вагнера, чија је иновативна музика била контроверзна још за његова живота). Један од главних ликова, Ханс Сакс, је у ствари био историјска личност - Ханс Сакс (1494—1576), велики мајстерзингер, песник, драматург и обућар.

## Лица
- Ева, Погнерова ћерка, сопран.
- Магдалена, Евина дадиља, мецосопран.
- Валтер фон Штолцинг, млади витез из Франконије, тенор.
- Давид, Саксов шегрт, тенор.
- Ханс Сакс, обућар и мајстерзингер, баритон.
- Фајт Погнер, златар и мајстерзингер, бас.
- Сикстус Бекмесер, градски чиновник и мајстерзингер, бас.
- Фриц Котнер, пекар и мајстерзингер, бас.
- Кунц Фогелгезанг, крзнар и мајстерзингер, тенор.
- Конрад Нахтигал, лимар и мајстерзингер, бас.
- Херман Ортел, сапунџија и мајстерзингер, бас.
- Балтазар Цорн, кујунџија и мајстерзингер, тенор.
- Аугустин Мозер, кројач и мајстерзингер, тенор.
- Улрих Ајслингер, бакалин и мајстерзингер, тенор.
- Ханс Фолц, прерађивач бакра и мајстерзингер, бас.
- Ханс Шварц, кројач чарапа и мајстерзингер, бас.
- Ноћни стражар, бас.
- Грађани из сваке гилде, њихове жене, калфе, шегрти; девојке и народ Нирнберга.

## Синопсис

### Чин први
Радња се отвара у катедрали св. Катарине у Нирнбергу, током богослужења. Валтер фон Штолцинг стоји иза конгрегације и посматра младу Еву, која седи са дадиљом Магдаленом у задњем реду. Пошто је служба завршена и њих две пођу кући, Валтер, с којим су се већ упознале, зауставља их и пита Еву да ли је верена. Евица је опчињена Валтером, али му објашњава да њен отац, богати златар Фајт Погнер, намерава да је уда за победника такмичења мајстора певача - такмичење ће бити одржано сутрадан, на дан св. Јована.
Магдалена тера Давида, мајстерзингерског шегрта који је заљубљен у њу, да помогне Валтеру да постане мајстор-певач; наиме, само они могу да учествују на такмичењу, а састанак гилде одржава се у цркви после службе. Док остали шегрти спремају простор за састанак, Давид Валтеру објашњава збуњујућа правила мајстерзингерског компоновања и певања. Валтеру та правила ни изблиза нису јасна, али чврсто одлучује да покуша да постане члан гилде.
Убрзо стижу и мајстори-певачи. Први који стижу су Фајт Погнер и Сикстус Бекмесер, који и сам жели да се ожени Евом. Валтер се обраћа Погнеру, своме пријатељу и познанику, са молбом да постане мајстерзингер - из љубави према уметности. Тако се одмах замерио Бекмесеру, коме је сумњив.
Пошто су сви стигли, мајстор Котнер прозива остале и утврђује ко је присутан на састанку. Затим Погнер објављује своју намеру да ћерку Еву понуди као награду победнику на сутрашњем такмичењу. Ханс Сакс, најстарији мајстор, приговара како би Ева требало сама да изабере свог мужа. Погнер каже да ће она моћи да одбије победника, али да ипак мора да се уда за мајстерзингера. Сакс такође изражава свој став како народ, а не мајстори, треба да одлучи ко је победник. Ово изазива реакцију бучног негодовања код његових колега.
Погнер мајсторима представља Валтера, и они пристају да му дају прилику да постане један од њих. Мајстор Бекмесер, „оцењивач“ гилде, има задатак да повлачењем црте на својој табли обележи сваку грешку у Валтеровој песми. Певач има право на седам грешака, то јест, седам црта на табли. Валтер почиње да пева песму слободног стиха и ритма, чиме крши небројена правила гилде. Бекмесер ремети његову песму сталним повлачењем креде, да би га на крају сасвим прекинуо, изјављујући како на табли више нема места за бележење грешака. Упркос томе што Ханс Сакс тражи да се витезу дозволи да настави, остатали мајстори Валтера одбијају, па он огорчено и увређено напушта катедралу.

### Чин други
Вече. Улица у Нирнбергу, између Погнерове куће и радионице мајстора Сакса, где се шегрти растају, узбуђено ишчекујући сутрашње светковине. Давид, који је Саксов шегрт, стиже у двориште радионице, где га Магладена дочекује са корпом хране и испитује о Валтеровој аудицији за мајстора певача. Давид јој одговара како је витез сасвим пропао, на шта разочарана Магдалена одбија да му да храну. Остали шегрти на то почну да задиркују Давида, који је спреман да се с њима потуче, али долазак Ханса Сакса га спречава у његовој намери.
Пошто је Сакс утерао Давида у кућу, стижу Ева и Погнер. Ева се не усуђује да оца упита о томе како је Валтер прошао, а код Погнера се јавља сумња у исправност одлуке да је уда за победника такмичења. Док улазе у кућу, Магдалена обавештава Еву о гласинама како је јункер био безуспешан. Ева одлучује да о томе поразговара са Саксом.
Сакс излази у сумрак у своје двориште и седа испод дрвета, спремајући се да започне рад на пару нових ципела за Бекмесера. Размишља о Валтеровој песми, која је на њега оставила дубок утисак. Тада му прилази Ева, коју помисао да Бекмесер побеђује на такмичењу очигледно не одушевљава (чини се да ће он бити једини такмичар). Она наговештава да јој не би сметало ако би Сакс, који је удовац, победио на такмичењу, услед чега је овај дирнут, али одговара како би јој он био престар муж. Након даљег испитивања, Сакс Еви препричава Валтерову пропаст на састанку мајстерзингера, па она одјури кући, што потврђује Саксову сумњу да је заљубљена у Валтера. Ева је одлучна да пронађе Валтера, али Магдалена је упозорава да долази Бекмесер да јој се удвара. Ева јој тражи да уместо ње стоји на прозору и слуша Бекмесерову серенаду.
Баш пошто је Ева била спремна да оде, Валтер је стигао и испричао јој о фијаску у катедрали. Њих двоје одлучују да заједно побегну; њихов план, међутим, спречава Ханс Сакс, те наизглед ненамерно осветли улицу својом лампом, што Еву и Валтера приморава да се сакрију у сенци Погнерове куће. Валтер жели да се суочи са Саксом, али тада стиже Бекмесер који га у томе спречава.
Пошто се њих двоје сакрију још дубље у таму, Бекмесер започиње своју серенаду, пратећи самог себе на лаути. Сакс прекида његову серенаду грленом шустерском песмом о библијској Еви, коју је Бог босу протерао из раја на грубу земљу, али се сажалио на ране које су тако нанете њенин нежним стопалима и створио обућарски занат. Ева и Валтер схватају да је песма порука њима. Бекмесер је бесан због Саксовог завијања и захтева да престане, али овај му одговара како мора да ради, јер је сам Бекмесер тражио да ципеле буду завршене до сутра. Бекмесер је исфрустриран, али примећује Магдалену (за коју мисли да је Ева) на прозору Погнерове куће. Он нерадо пристаје на Саксову понуду да ударцима на ципелу означи сваку грешку у његовој песми. Бекмесер почне да пева, али песма има толико грешака да Сакс успева да заврши рад на ципелама. Увређен до крајње мере, Бекмесер се окреће Магдалени и наставља серенаду, не обазирући се на Сакса. Силна бука буди читаво суседство. Давид излази из радионице и угледа човека који се удвара Магдалени. Не препознајући мајстора Бекмесера у свом гневу, он узима батину и напада га. Тучи се придружују најпре остали шегрти, а затим она прераста у праву побуну када се борби прикључе десетине комшија. У општој збрци, Валтер покуша да побегне са Евом, али Сакс њу гурне у Погнерову кућу, док витеза одвуче у своју радионицу. Русвај се завршава изненадно као и што је почео, остављајући само празну улицу. Њоме сада пролази само равнодушни ноћни стражар који разглашава колико је сати.

### Чин трећи
Јутро, у Саксовој радионици. Сакс седи и чита, дубоко замишљен. Долази Давид, који моли да му се опрости што је напао Бекмесера, али Сакс га не примећује. Давид напослетку успева да му привуче пажњу, те њих двојица разговарају о предстојећој свечаности. Дан је св. Јована, и тиме Саксов имендан. Давид му рецитује своје стихове, а затим одлази да се спреми за фестивал.
Сакс остаје сам, размишљајући о тучи поретходне веречи. Схвата да је његов покушај да заустави лудило изазвао још већу катастрофу, изазвавши насиље.
Улази Валтер, који је ноћ провео код Сакса, и обавештава мајстора како је имао леп сан. Сакс га охрабрује да сан преточи у нову „наградну песму“ (Preislied): Валтер успешно испева прве три строфе нове песме, али није расположен и да је доврши. Сакс записује његову поезију. Њих двојица напуштају собу да се пресвуку.
У радионицу улази Бекмесер, који је богато обучен, али је, као последица Давидовог напада, у очајном стању. На столу примећује текст Валтерове песме, и, пошто препознаје Саксов рукопис, помисли како стари мајстор намерава да пева на такмичењу како би освојио Евину руку. Сакс се враћа у собу, а Бекмесер га одмах испитује о песми. Сакс га уверава како нема намеру да се удвара Еви, и чак је нуди Бекмесеру, знајући да ће се овај обрукати, и обећавајући како никада неће рећи да је песма његова. Бекмесер је одушевљен што ће моћи да користи стихове великог Ханса Сакса и одлази да се спреми за такмичење.
Ускоро долази Ева, свечано обучена, под изговором да је жуља ципела коју јој је направио Сакс. У ствари је дошла да нађе Валтера, што Сакс одмах схвата, али, иако примећује да јој ципелица одлично стоји, прави се да подешава шавове. Док ради, говори Еви како је чуо одличну песму, којој недостаје само крај. Тада улази Валтер, у бљештавој витешкој ношњи, и примећује Ева. Њих двоје се посматрају као зачарани, а Валтер екстатично отпева завршницу своје песме. Изражавају своју неизмерну захвалност Саксу и Ева му се извини што се поигравала с његовим осећањима, али Сакс почне да се жали на тежак живот обућара, песника и удовца. Напослетку признаје да нешто осећа према Еви, али жели да избегне судбину краља Марка (ово се односи на Вагнерову претходну оперу, Тристана и Изолду, па се чак чује лајмотив љубавног напитка из те опере) и љубавницима даје свој благослов.
Стижу Давид и Магдалена, и Сакс објављује својим пријатељима како се родила нова мајсторска песма која мора да буде крштена. Пошто обичан шегрт не сме да присуствије таквој згоди, Давида унапређује у калфу симболичним шамаром по увету. Затим крсти песму Selige Morgentraumdeut-Weise („Блажена песма јутарњег сна“). Група задовољно одлази на фестивал.
Долази до промене сцене. Гозба се одвија на пространој ливади крај реке Пегниц (Pegnitz), где се окупило грађанство и чланови многобројних гилди. Народ још увек стиже чамцима и бродићима. Најпре пролазе узајамно сумњичаве и ривалне банде шустера, шнајдера и пекара, хвалећи се заслугама својих гилди, а затим млади шегрти мајстора певача дочекују девојке из Фирта и плешу с њима. Њихово весеље прекида долазак мајстора-певача, које читав народ поздравља с поштовањем, а нарочито Ханса Сакса, за кога чак певају једну од његових песама (хор Wacht auf, es nahet gen den Tag; ова песма је иначе дело историјског Сакса). Сисктус Бекмесер све време нервозно загледа Валтерове стихове, које не може ваљано да научи јер не разуме песму.
Након обраћања главних мајстора окупљеном народу, певачко надметање коначно почиње. Иступа Бекмесер и почиње да пева уз мелодију своје старе песме. Све стихове погрешно изговара, правећи од песме будалаштину, најпре на чуђење, а затим на одушевљен смех посматрача. Бекмесер осрамоћено оптужује Сакса како је написао песму, а затим бесно одлази са такмичења. Народ и мајстори су запрепашћени да Сакс пише такве глупости, али Сакс изјављује како се никада не би усудио да присвоји тако лепу песму. Посматрачи су збуњени што песму назива лепом, али Сакс прозива Валтера да докаже истину његове тврдње.
Валтер пева, кршећи више мајстерзингерских правила него икада раније, али слушаоци су до те мере опијени лепотом песме да га одмах именују за победника, а Погнер му даје руку своје ћерке. Када му понуди титулу мајстора-певача, међутим, Валтер одбија, изјављујући како ће бити срећан и без тога. На то га Сакс опомиње да не замери мајсторима, јер су и поред својих мана успели током векова да сачувају немачку уметност. Валтер напокон прихвата, и Погнер му качи мајстерзингерски ланац с три медаљона око врата. На крају, читав Нирнберг поздравља и хвали Ханса Сакса, свог вољеног мајстора певача.